# Valtablado del Río
Valtablado del Río é um município da Espanha na província de Guadalajara, comunidade autónoma de Castilla-La Mancha, de área 25,21 km² com população de 19 habitantes (2006) e densidade populacional de 0,71 hab/km².

## Demografia
| Variação demográfica do município entre 1991 e 2004 | Variação demográfica do município entre 1991 e 2004 | Variação demográfica do município entre 1991 e 2004 | Variação demográfica do município entre 1991 e 2004 |
| --------------------------------------------------- | --------------------------------------------------- | --------------------------------------------------- | --------------------------------------------------- |
| 1991                                                | 1996                                                | 2001                                                | 2004                                                |
| 19                                                  | 16                                                  | 11                                                  | 18                                                  |